# 常照院
妙光山 常照院（みょうこうざん じょうしょういん）は、佐賀県佐賀市本庄町鹿子にある日蓮宗の仏教寺院である。
佐賀藩主鍋島氏の藩祖以来の外戚で、代々重臣をつとめた石井氏の菩提寺であり（開基檀越）、鍋島氏の准菩提寺・祈願寺でもあった。
また、当山境内は戦国時代に石井氏の居城であった飯盛城の跡地とも伝えられる。
旧本山は佐賀市高木町の観照院。親師法縁。

## 歴史
永享元年（1429年）9月、肥前国小城郡の分郡国主千葉氏の戚臣で、当地の領主であった石井越後守兼式部大輔忠國（千葉介の玄孫）が、開山に本国寺門流本立院日字上人大徳を招聘し、開基したと伝えられている。創建当初は「本善寺」と称した。開基した石井忠國は、日蓮宗中山門流の外護者にして下総国中山の総本山法華経寺の俗別当をつとめた千葉胤貞の曾姪孫にあたり、熱心な門徒であった。
創建当初、石井氏は、小城郡主千葉氏の旗本・吏僚であったため、千葉城下の「石井屋敷」を本拠としていたが、忠國は千葉家中で立身し、家老に出世し、当地に所領を得て、嫡男式部大輔忠保の代に、当地に土着。本善寺付近にあった飯盛城に本拠を移転させたため、当山も益々発展したという。
忠保の曾孫兵部少輔常延の代の元亀元年（1570年）、飯盛城を拡張するために、本善寺を集落の南方に移転させたが、天正8年（1580年）に常延の逝去に際して旧地に復した。
その後、石井氏は、鍋島直茂により、蓮池城を与えられ、そちらに本拠を移した後、佐賀城下へ再移転し、かつ知行替えにより当地を去ったことから、寺は一時期衰退した。
元和元年（1615年）に至り、佐賀藩初代藩主鍋島勝茂が、外祖父常延の菩提を弔うため、寺を再興し、65石5斗の寺領を寄進し、鍋島氏の准菩提寺・祈願寺となした。その際、常延の法名である「常照院殿常祝日教大神祇」に因んで「常照院」と改められた。

## 施設
- 本堂（屋根には鍋島氏の家紋、石井氏の家紋、日蓮宗の宗紋が掲げられている）
- 鬼子母尊堂
- 茶室（開基檀越の石井氏の寄進）

## 逸話
- 佐賀藩祖鍋島直茂が、正室陽泰院を見染めたのはこの地であるという。寡婦となっていた陽泰院は、婚家を去り、父常延の屋敷に帰っていたが、あるとき、龍造寺隆信が凱旋の帰途、石井氏の屋敷に立ち寄って、昼食をとった。隆信に随行していた直茂は、昼食の準備をする陽泰院を見かけて、彼女の手際の良さに感服する。「そのような機転の利く女性を室に迎えたい」と執心し、その後、しばしば石井氏の屋敷の陽泰院のもとに通ったという逸話がある。石井氏の屋敷に忍び込み、不審者と間違えられ、石井氏の家来に追いかけられたといい、そのとき濠を飛び越えて逃げたところ、斬り付けられ、足の裏に傷を負ったという。この逸話は『葉隠』に記されているが、直茂が飛び越えたとされる濠跡は、周囲の農地および用水路を整備した際に失われているという。

- 陽泰院の命日には、藩主の名代として、石井氏の者が使者となって常照院に代参するのが慣例となっていた。

## 史蹟
- 石井常延（佐賀藩祖鍋島直茂正室陽泰院の実父）墓所
- 石井如自（佐賀俳壇の先駆者、第2代藩主鍋島光茂の御歌書役）墓所
- 石井亮一（日本の知的障害者福祉の創始者、滝乃川学園創立者）生家の墓所
- 石井忠躬（蓮池藩執政、第8代藩主鍋島治茂の孫、蓮池藩主鍋島直与四男）墓所

## 寺宝
- 石井大系図（佐賀藩主鍋島家の外戚石井家の系図）

## 交通
- JR長崎本線佐賀駅よりバスで30分